# Carlos Larrañaga
Carlos Larrañaga Ladrón de Guevara (Barcellona, 11 marzo 1937 – Malaga, 30 agosto 2012) è stato un attore spagnolo.

## Filmografia parziale

### Cinema
- Alma de Dios, regia di Ignacio F. Iquino (1941)
- Figli traditi (Pequeñeces...), regia di Juan de Orduña (1950)
- Un'avventura di Gil Blas (Una aventura de Gil Blas), regia di René Jolivet e Ricardo Muñoz Suay (1956)
- L'ultima notte d'amore (La puerta abierta), regia di César Fernández Ardavín (1957)
- Orgoglio e passione (The Pride and the Passion), regia di Stanley Kramer (1957)
- Classe di ferro, regia di Turi Vasile (1957)
- Berlino l'inferno dei vivi (...Y eligió el infierno), regia di César Fernández Ardavín (1957)
- Il piccolo colonnello (El pequeño coronel), regia di Antonio del Amo (1960)
- La moglie di mio marito, regia di Antonio Román (1961)
- Venere selvaggia (Siega verde), regia di Rafael Gil (1961)
- Las verdes praderas, regia di José Luis Garci (1979)
- La moglie dell'amico... è sempre più... buona (Los locos vecinos del 2º), regia di Juan Bosch (1980)
- Atraco a las 3... y media, regia di Raúl Marchand Sánchez (2003)
- Tiovivo c. 1950, regia di José Luis Garci (2004)
- Bienvenido a casa, regia di David Trueba (2006)
- The Last Gateway, regia di Demián Rugna (2007)
- Luz de domingo, regia di José Luis Garci (2007)
- Los muertos no se tocan, nene, regia di José Luis García Sánchez (2011)

### Televisione
- Novela - serie TV, 34 episodi (1964-1977)
- Los gozos y las sombras - serie TV, 12 episodi (1982)
- Estudio 1 - serie TV, 9 episodi (1966-1982)
- Proceso a Mariana Pineda - miniserie TV, 5 episodi (1984)
- Tristeza de amor - serie TV, 13 episodi (1986)
- Farmacia de guardia - serie TV, 149 episodi (1991-1995)
- Señor Alcalde - serie TV, 19 episodi (1998)
- Un hombre solo - serie TV, 13 episodi (2000)

## Premi
- Medallas del Círculo de Escritores Cinematográficos
  - 1980: "Mejor Actor de Reparto"
  - 2008: "Mejor Actor Secundario"
- TP de Oro
  - 1993: "Mejor Actor"
  - 1995: "Mejor Actor"